# Boulton Paul Bourges
O Boulton & Paul P.7 Bourges, foi um protótipo de bombardeiro biplano bimotor britânico construído em 1918 pela Boulton & Paul Ltd atendendo o Air Ministry, utilizando motores ABC Dragonfly, com a intenção de substituir o Airco DH.10. Apesar da excelente performance e manobrabilidade, apenas três protótipos foram construídos. Depois da Guerra, devido aos cortes de orçamento, o DH.10 não foi substituído.